# دانشگاه کاتولیک ایرلند

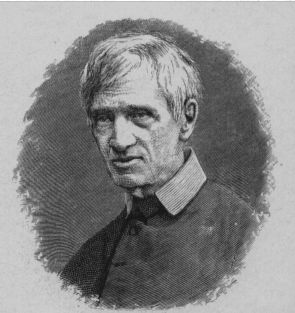
علیرغم شهرت بین‌المللی رئیس مؤسس، جان هنری نیومن، دانشگاه نتوانست بودجه کافی و دانشجویان را قبل از سال ۱۸۸۰ جذب کند.

دانشگاه کاتولیک ایرلند (CUI ; ایرلندی: Ollscoil Chaitliceach na hÉireann) یک دانشگاه خصوصی کاتولیک در دوبلین، ایرلند بود. این دانشگاه در سال ۱۸۵۱ به دنبال مجمع تورلز در سال ۱۸۵۰، و در پاسخ به دانشگاه ملکه ایرلند و کالج‌های مرتبط با آن که غیر مذهبی بودند، تأسیس شد. کاردینال کالن قبلاً کاتولیک‌ها را از حضور در این «کالج‌های بی خدا» منع کرده بود.

## استقرار
پس از دوره رهایی کاتولیک در تاریخ ایرلند، اسقف اعظم آرماگ تلاش کرد برای اولین بار در ایرلند تحصیلات عالی را هم برای پیروان کلیسای کاتولیک و هم توسط چنین افرادی ارائه دهد. سلسله مراتب کاتولیک خواستار جایگزینی کاتولیک برای دانشگاه دوبلین / کالج ترینیتی شد، که سلسله مراتب از نادیده گرفتن منشأ انگلیسی آن خودداری کرد. سلسله مراتب همچنین می‌خواست با «کالج‌های بی خدا» دانشگاه ملکه ایرلند - که در شهرهای گالوی، بلفاست و کورک تأسیس شده بود، مقابله کند. دانشگاه دوبلین از دهه ۱۷۸۰ کاتولیک‌ها را برای تحصیل پذیرفته بود. با این حال، یک آزمون مذهبی مانع از تلاش کاتولیک‌ها برای عضویت در هیئت‌های مدیریت دانشگاه شد. از این رو، در سال ۱۸۵۰، در سینود تورلز، تصمیم گرفته شد که در دوبلین - به ویژه برای کاتولیک‌ها - یک مؤسسه جدید افتتاح شود. یافته‌های سینود توسط پاپ پیوس نهم مورد حمایت قرار گرفت و مقر مقدس در سال ۱۸۵۲ تأیید کرد و سپس در ۲۰ مارس ۱۸۵۴ بخشنامه‌ای از پاپ صادر کرد و از تأسیس دانشگاه حمایت کرد.
در ۱۸ مه ۱۸۵۴ دانشگاه کاتولیک ایرلند با پنج دانشکده - حقوق، ادبیات، پزشکی، فلسفه و الهیات - با ریاست جان هنری نیومن (بعدها کاردینال) به‌طور رسمی تأسیس شد. سخنرانی‌ها در ۳ نوامبر ۱۸۵۴ با ثبت نام هفده دانش آموز آغاز شد که اولین آنها دانیل اوکانل، نوه دانیل اوکانل، سیاستمدار برجسته کاتولیک بود.
در سال ۱۸۵۶ کلیسای دانشگاه افتتاح شد.
به عنوان یک نهاد خصوصی، به دانشگاه کاتولیک هرگز منشور سلطنتی داده نشد، و بنابراین قادر به اعطای مدرک معتبر نبود و از مشکلات مالی مزمن رنج می‌برد. نیومن در سال ۱۸۵۷ دانشگاه را ترک کرد و پس از آن مدرسه رو به زوال جدی رفت. بارتولومئو وودلاک در سال ۱۸۶۰ به سمت رئیس دانشگاه منصوب شد و تا زمانی که در سال ۱۸۷۹ اسقف ارداق و کلونماکنویز شد، خدمت کرد.
در سال ۱۸۶۱، دکتر وودلاک تلاش کرد زمینی را برای ساختمانی در نزدیکی کالج هولی کراس کلونلیف، تأسیساتی که به عنوان دانشگاه سنت پاتریک شناخته می‌شود، ایمن کند. نقشه‌ها توسط یک معمار به نام J.J. مک‌کارتی، و سنگ بنا گذاشته شد. کاردینال کالن مخالف این ایده بود که دانشجویان غیر روحانی و روحانی را در یک محل آموزش دهند. اما این طرح به دلیل گسترش خط راه‌آهن کنار گذاشته شد و یک کلیسا و صومعه در محل ساخته شد. با نام کلاس‌های شبانه دانشگاه سنت پاتریک توسط دانشگاه به نام دکتر وودلاک تبلیغ می‌شد.
برخی از مدارس متوسطه فیدر برای CUI تأسیس شد. کالج سنت فلانان در کو. کلر و دبیرستان دانشگاه کاتولیک در واترفورد به مدرسه دانشگاه کاتولیک نزدیک به آن پیوستند.
در سال ۱۸۶۳، CUI اولین دکترای الوهیت خود را به جیمز وینسنت کلیری (استاد کالج سنت جان، واترفورد، و اسقف آینده کینگستون، کانادا) اعطا کرد.
در سال ۱۸۸۰ دانشگاه سلطنتی ایرلند تأسیس شد. منشور دانشگاه سلطنتی به همه دانشجویان ایرلندی این حق را می‌دهد که در امتحانات دانشگاه شرکت کنند و مدارک آن را دریافت کنند. این دانشگاه در سال ۱۸۸۲ به کالج دانشگاه - دوبلین تغییر نام داد.

## به رسمیت شناختن
تا آنجا که به مقامات مدنی مربوط می‌شد، دانشگاه کاتولیک نه یک دانشگاه شناخته شده بود و نه مؤسسه ای که مدارک معتبر ارائه می‌کرد. نیومن در تأسیس دانشگاه جدید موفقیت چندانی نداشت، اگرچه بیش از ۲۵۰۰۰۰ پوند از افراد غیر روحانی برای تأمین مالی آن جمع‌آوری شده بود. اگرچه آنها پول بنیاد را به عنوان متولی در اختیار داشتند، سلسله مراتب در سال ۱۸۵۹ بیشتر آن را برای حمایت از یک تیپ ایرلندی به رهبری مایلز آوریلی برای کمک به دفاع از رم در جنگ دوم استقلال ایتالیا فرستاد.

نیومن در سال ۱۸۵۷ دانشگاه را ترک کرد. به گفته لیتون استراچی (در کتاب ویکتوریان برجسته، ص. 72)
سرانجام او متوجه چیز دیگری شد: او دید که کل پروژه یک دانشگاه کاتولیک به عنوان یک سلاح سیاسی و کلیسایی علیه کالج‌های ملکه پیل تکامل یافته بود، و این تمام بود. و خود او به این دلیل فراخوانده شده بود که نامش یک دارایی با ارزش در یک پارتی بازی خواهد بود. وقتی این را فهمید، از ریاست خود استعفا داد و به سخنرانی بازگشت.
متعاقباً مدرسه رو به زوال جدی رفت. در سال ۱۸۷۹ فقط سه دانشجو ثبت نام کرده بودند. وضعیت در سال ۱۸۸۰ تغییر کرد که دانشگاه سلطنتی ایرلند به رسمیت شناخته شد و دانشجویان دانشگاه کاتولیک حق شرکت در امتحانات دانشگاه سلطنتی و دریافت مدرک آن را داشتند.
پس از اصلاحات ۱۸۸۰، دانشگاه کاتولیک متشکل از تعدادی کالج تشکیل‌دهنده بود، از جمله کالج سنت پاتریک، ماینوث و دانشکده پزشکی سنت سیسیلیا (به پایین مراجعه کنید)، و بسیاری از دانشگاه اصلی سپس به یکی دیگر از کالج‌های خود، کالج دانشگاه، دوبلین ادغام شدند. . به دنبال قانون ۱۸۷۹، همه کالج‌های کاتولیک از جمله کالج کارلو، کالج صلیب مقدس و کالج بلک راک (کالج فرانسوی) تحت نظر دانشگاه کاتولیک قرار گرفتند. متعاقباً سایر حوزه‌های علمیه مانند کالج سنت کیران، کیلکنی، کالج کارملیت، ترنور به دانشگاه کاتولیک و در نتیجه دانشگاه سلطنتی جدید وابسته شدند.
کالج دانشگاهی در سال ۱۸۸۳ به کنترل یسوعیان منتقل شد، زمانی که دانشکده‌های دانشگاه کاتولیک به جز پزشکی در آن قرار داشتند.

## دانشگاه ملی ایرلند، ۱۹۰۹
در سال ۱۹۰۹، دانشگاه کاتولیک اساساً با ایجاد دانشگاه ملی ایرلند، با کالج دانشگاهی دوبلین به عنوان مؤسسه، به پایان رسید، اما دانشگاه کاتولیک ایرلند تا سال ۱۹۱۱ یک نهاد قانونی باقی ماند. در سال 1915 NUI به تعدادی از دانشجویان سابق CUI دکترای افتخاری اعطا کرد.

## دانشکده پزشکی دانشگاه کاتولیک
دانشکده پزشکی دانشگاه کاتولیک در سال ۱۸۵۵ در خیابان سیسیلیا، دوبلین، سخنرانی‌هایی را برای دانشجویان پزشکی آغاز کرده بود. بر خلاف دانشگاه کاتولیک مرتبط، به رسمیت شناختن فارغ التحصیلان آن توسط موسسات رسمی (RCSI) موفقیت آن را تضمین کرد. این امر باعث شد که دانشکده پزشکی به موفق‌ترین کالج مؤسس دانشگاه کاتولیک تبدیل شود و تا سال ۱۹۰۰ دانشکده پزشکی به بزرگترین دانشکده پزشکی در ایرلند تبدیل شد.
اصلاحات ۱۹۰۸، دانشکده پزشکی دانشگاه کاتولیک را به عنوان دانشکده پزشکی کالج دانشگاه دوبلین، با دکتر DJ Coffey, MB(RUI)، استاد فیزیولوژی، دانشکده پزشکی دانشگاه کاتولیک، بازسازی کرد و اولین رئیس UCD شد.